# Edward Aggrey-Fynn
Edward Jeff Aggrey-Fynn, conosciuto anche semplicemente come Edward Aggrey-Fynn (24 novembre 1934 – gennaio 2005), è stato un calciatore e allenatore di calcio ghanese, di ruolo centrocampista.

## Carriera

### Calciatore

#### Club
Ha giocato con l'Hearts of Oak con cui vince nel 1962 il campionato. L'anno dopo passa ai Real Republicans, con cui vince un altro campionato e la Coppa di Ghana. Ritorna poi all'Hearts.

#### Nazionale
Aggrey-Fynn vestì la maglia della nazionale ghanese dal 1960 al 1964. Fu tra i convocati alla Coppa delle nazioni africane 1963, disputatasi proprio in Ghana, che si concluse con la vittoria dei padroni di casa ed in cui giocò la finale contro il Sudan, segnando su rigore la prima rete del definitivo 3-0.
Nel 1964 ha partecipato con la nazionale olimpica al torneo calcistico della XVIII Olimpiade, disputatosi a Tokyo. Con le Stelle Nere ha raggiunto i quarti di finale della competizione.

### Allenatore
Ha guidato la nazionale ghanese nella Coppa d'Africa 1994 tenutasi in Tunisia. Ha portato le Stelle Nere sino ai quarti di finale, dove furono eliminati dalla Costa d'Avorio.

## Statistiche

### Cronologia presenze e reti in nazionale
| Cronologia completa delle presenze e delle reti in nazionale ― Ghana | Cronologia completa delle presenze e delle reti in nazionale ― Ghana | Cronologia completa delle presenze e delle reti in nazionale ― Ghana | Cronologia completa delle presenze e delle reti in nazionale ― Ghana | Cronologia completa delle presenze e delle reti in nazionale ― Ghana | Cronologia completa delle presenze e delle reti in nazionale ― Ghana | Cronologia completa delle presenze e delle reti in nazionale ― Ghana | Cronologia completa delle presenze e delle reti in nazionale ― Ghana |
| Data                                                                 | Città                                                                | In casa                                                              | Risultato                                                            | Ospiti                                                               | Competizione                                                         | Reti                                                                 | Note                                                                 |
| -------------------------------------------------------------------- | -------------------------------------------------------------------- | -------------------------------------------------------------------- | -------------------------------------------------------------------- | -------------------------------------------------------------------- | -------------------------------------------------------------------- | -------------------------------------------------------------------- | -------------------------------------------------------------------- |
| 30-4-1961                                                            | Accra                                                                | Ghana                                                                | 2 – 2                                                                | Nigeria                                                              | Qual. Coppa d'Africa 1962                                            | 1                                                                    |                                                                      |
| 24-11-1963                                                           | Accra                                                                | Ghana                                                                | 1 – 1                                                                | Tunisia                                                              | Coppa d'Africa 1963 - 1º turno                                       | -                                                                    |                                                                      |
| 26-11-1963                                                           | Accra                                                                | Ghana                                                                | 2 – 0                                                                | Etiopia                                                              | Coppa d'Africa 1963 - 1º turno                                       | -                                                                    |                                                                      |
| 1°-12-1963                                                           | Accra                                                                | Ghana                                                                | 3 – 0                                                                | Sudan                                                                | Coppa d'Africa 1963 - Finale                                         | 1                                                                    |                                                                      |
| Totale                                                               |                                                                      | Presenze                                                             | 4+                                                                   |                                                                      | Reti                                                                 | 2+                                                                   |                                                                      |

### Cronologia presenze e reti in nazionale alle Olimpiadi
| Cronologia completa delle presenze e delle reti in nazionale ― Ghana olimpica | Cronologia completa delle presenze e delle reti in nazionale ― Ghana olimpica | Cronologia completa delle presenze e delle reti in nazionale ― Ghana olimpica | Cronologia completa delle presenze e delle reti in nazionale ― Ghana olimpica | Cronologia completa delle presenze e delle reti in nazionale ― Ghana olimpica | Cronologia completa delle presenze e delle reti in nazionale ― Ghana olimpica | Cronologia completa delle presenze e delle reti in nazionale ― Ghana olimpica | Cronologia completa delle presenze e delle reti in nazionale ― Ghana olimpica |
| Data                                                                          | Città                                                                         | In casa                                                                       | Risultato                                                                     | Ospiti                                                                        | Competizione                                                                  | Reti                                                                          | Note                                                                          |
| ----------------------------------------------------------------------------- | ----------------------------------------------------------------------------- | ----------------------------------------------------------------------------- | ----------------------------------------------------------------------------- | ----------------------------------------------------------------------------- | ----------------------------------------------------------------------------- | ----------------------------------------------------------------------------- | ----------------------------------------------------------------------------- |
| 12-10-1964                                                                    | Yokohama                                                                      | Argentina olimpica                                                            | 1 – 1                                                                         | Ghana olimpica                                                                | Olimpiadi 1964 - 1º turno                                                     | -                                                                             |                                                                               |
| 16-10-1964                                                                    | Tokyo                                                                         | Ghana olimpica                                                                | 3 – 2                                                                         | Giappone olimpica                                                             | Olimpiadi 1964 - 1º turno                                                     | 1                                                                             |                                                                               |
| 18-10-1964                                                                    | Saitama                                                                       | Ghana olimpica                                                                | 1 – 5                                                                         | Rep. Araba Unita olimpica                                                     | Olimpiadi 1964 - Quarti di finale                                             | -                                                                             |                                                                               |
| Totale                                                                        |                                                                               | Presenze                                                                      | 3                                                                             |                                                                               | Reti                                                                          | 1                                                                             |                                                                               |

## Palmarès

### Club
- Ghana Premier League: 2

Hearts of Oak: 1961-1962
Real Republicans: 1962-1963
- Coppa di Ghana: 1

Real Republicans: 1962-1963

### Nazionale
- Coppa d'Africa: 1

Ghana 1963